# When the Blackbird Sings
When the Blackbird Sings è il  secondo album in studio del gruppo musicale statunitense Saraya, pubblicato nel 1991 dalla Polydor Records.

## Tracce
1. Queen of Sheba – 6:19
2. Bring Back the Light – 6:07
3. Hitchin' a Ride – 5:46
4. When You See Me Again – 4:38
5. Tear Down the Wall – 5:28
6. Seducer – 6:09
7. When the Blackbird Sings... – 5:34
8. Lion's Den – 4:16
9. In the Shade of the Sun – 4:46
10. White Highway – 5:11
11. New World – 3:38

## Formazione
- Sandi Saraya – voce
- Tony Rey Bruno – chitarra, cori
- John Roggio – chitarra, cori
- Barry Dunaway – basso, cori
- Chuck Bonfante – batteria

Altri musicisti
- Gregg Munier – tastiere, cori